# Опаленець (Мазовецьке воєводство)
Опаленець (пол. Opaleniec, нім. Opalenietz, 1938-45: Flammberg) — село в Польщі, у гміні Хожеле Пшасниського повіту Мазовецького воєводства.
Населення — 263 особи (2011).
У 1975-1998 роках село належало до Остроленцького воєводства.

## Демографія
Демографічна структура станом на 31 березня 2011 року:
|          | Загалом | Допрацездатний вік | Працездатний вік | Постпрацездатний вік |
| -------- | ------- | ------------------ | ---------------- | -------------------- |
| Чоловіки | 140     | 29                 | 97               | 14                   |
| Жінки    | 123     | 33                 | 68               | 22                   |
| Разом    | 263     | 62                 | 165              | 36                   |